# Zeszyty Radomszczańskie
Zeszyty Radomszczańskie – rocznik ukazujący się od 2007 roku w Radomsku. Wydawcą jest Polskie Towarzystwo Historyczne Oddział w Radomsku, znajdujący się w budynku Muzeum Regionalnego przy ulicy Narutowicza. Publikowane są w nim artykuły naukowe, recenzje, materiały dotyczące historii Radomska i regionu. 